# Yacimientos Petrolíferos Fiscales
A Yacimientos Petrolíferos Fiscales (YPF) é uma empresa estatal petroquímica argentina dedicada à exploração, produção, refino, comercialização de petróleo, gás natural e seus derivados, como combustíveis, biocombustíveis, lubrificantes, fertilizantes, plásticos e outros produtos relacionados à indústria petroquímica, além de atuar na produção de eletricidade. A empresa tem uma composição societária mista, na qual o Estado argentino detém 51% das ações e os 49% restantes estão listados na Bolsa de Valores de Buenos Aires.
É uma das maiores empresas da Argentina e a maior petroleira da região,  empregando direta ou indiretamente mais de 100 000 pessoas em todo o país.
Possui noventa e dois blocos produtivos distribuídos em bacias por todo o território argentino e quarenta e oito blocos exploratórios, sendo a líder na América Latina em petróleo e gás não convencionais (óleo de xisto e gás de xisto), com a formação de Vaca Muerta (a segunda maior reserva de gás não convencional do mundo).

## História
Os antecedentes da YPF podem ser encontrados na descoberta de petróleo na área da cidade de Comodoro Rivadavia em 1907. Foi então criada a Direção-Geral da Exploração do Petróleo, com o objetivo de regular a atividade das empresas estrangeiras que começavam a instalar-se no país para a exploração da atividade. Durante a primeira presidência de Hipólito Yrigoyen, entre 1916 e 1922, várias obras foram realizadas para incentivar a extração de petróleo. 
A YPF foi criada pelo Estado argentino por decreto em 3 de junho de 1922. 
Em 19 de outubro de 1922, poucos dias após Marcelo Torcuato de Alvear assumir a presidência da Argentina, Enrique Mosconi foi nomeado diretor geral da Yacimientos Petrolíferos Fiscales (YPF), onde permaneceria por oito anos, dedicando grandes esforços para aumentar a exploração e desenvolvimento da extração de petróleo. 
Com a YPF, a Argentina foi o segundo país do mundo a ter uma estatal petrolífera verticalmente integrada, depois da União Soviética. Quando os protocolos do acordo estavam para ser assinados, ocorreu o golpe de estado de 1930, que derrubou Hipólito Yrigoyen em seu segundo governo e inaugurou a Década Infame. 

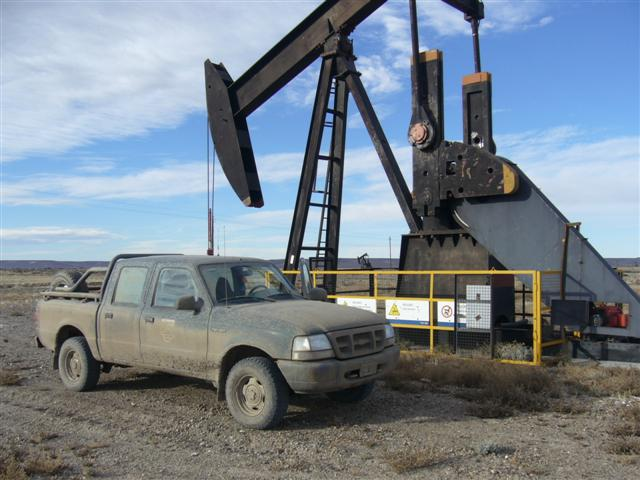
Exploração de petróleo em Los Perales, Santa Cruz, Argentina

Em 1941, iniciou-se a exploração da jazida de carvão de Río Turbio, inicialmente a cargo da YPF. 
Em 1945, sob o governo de Juan Domingo Perón, foi retomada a política energética, através da nacionalização dos hidrocarbonetos que foi amparada pelo artigo 40 da Constituição de 1949. Seguindo uma política industrial desenvolvimentista, a fim de promover a industrialização acelerada do país, incentivou-se a entrada de capital industrial estrangeiro. Com esse objetivo, foi assinado um contrato em 11 de dezembro de 1947 entre a YPF e a petroleira americana Drilexco, para a exploração de quarenta poços de petróleo, já que os recursos que o Estado dispunha para alcançar a autossuficiência não eram suficientes. A lei foi promulgada em 1953. Nesse contexto, um acordo foi assinado em 1954 com a Standard Oil para explorar uma extensa área do sul da Argentina com depósitos que estabeleceram um investimento privado de 13 500 000 dólares em quatro anos para explorar uma área de 50 000 km² na província de Santa Cruz. Após seis anos de governo, a YPF aumentou a produção de petróleo em 50% e alcançou 84% da extração total de petróleo bruto.
A ditadura militar de Juan Carlos Onganía ordenou o fim do monopólio da YPF na década de 1970, permitindo a entrega de novas concessões. 

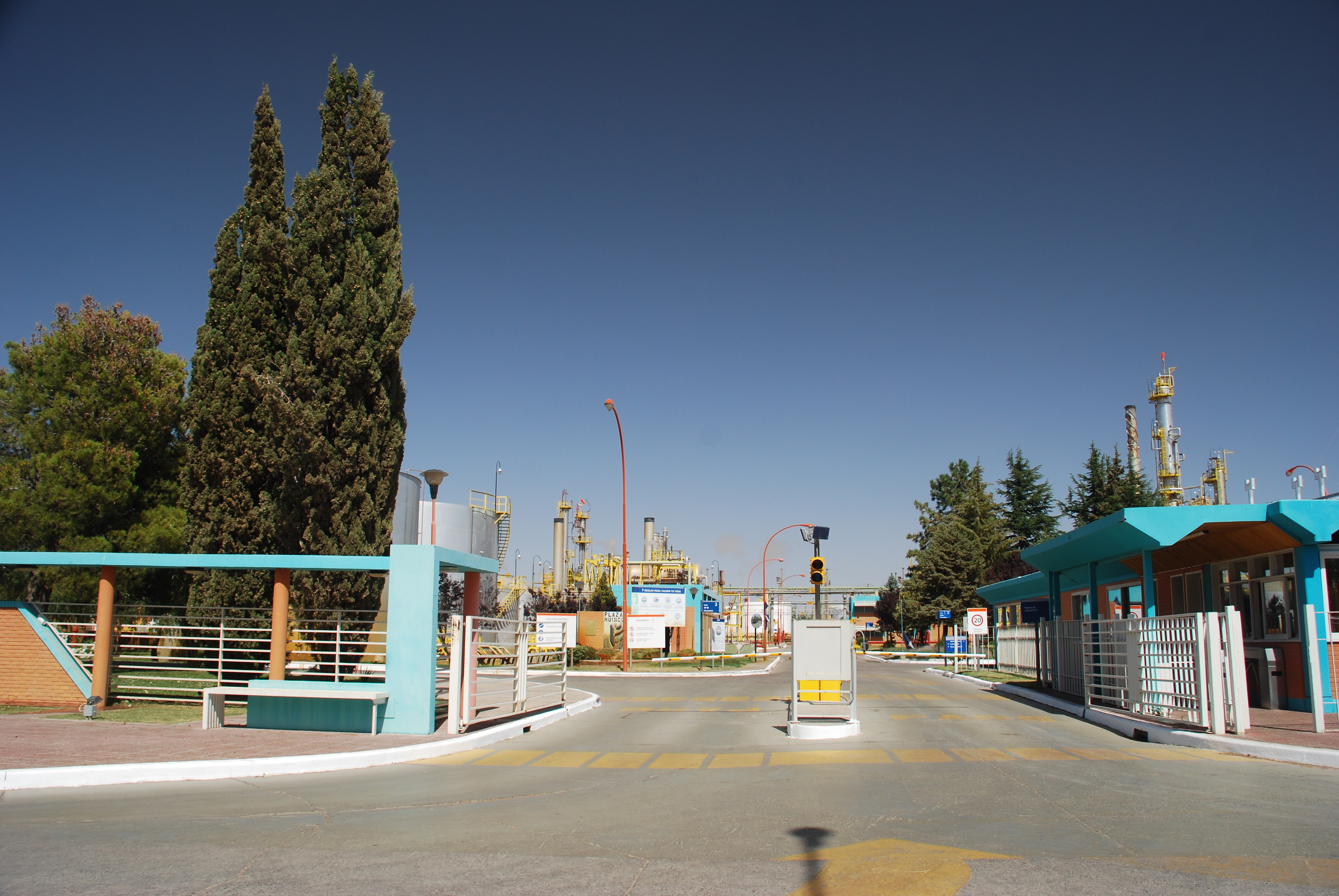
Refinaria da YPF Plaza Huincul

### Privatização
Entre 1991 e 1992, foi parcialmente privatizada durante a presidência de Carlos Menem. Em 1993, o Estado argentino detinha 20% das ações e a golden share, enquanto 12% permaneceram com as províncias. O setor privado detinha 46% do capital e era formado por bancos e fundos de investimento de vários países. Em 1998, o setor privado já detinha quase 75% das ações.
A YPF foi vendida junto com outras empresas estatais argentinas no governo de Carlos Menem, em 1999, para a companhia espanhola Repsol, que passou a controlar 97,81% da YPF depois de uma Oferta Pública de Aquisição (OPA) da empresa argentina. O Estado argentino vendeu 14,99% das ações da YPF para a Repsol. A transação custou à petrolífera espanhola 13.437 milhões de euros.
Em dezembro de 2000, as três companhias argentinas YPF, Astra C.A.P.S.A. e Repsol Argentina S.A., controladas pela Repsol YPF, foram fundidas em uma só, tendo capital social de $ 3 933 127 930.
Em 2011, foi confirmada a existência de reservas  de óleo de xisto e gás de xisto no campo Vaca Muerta.

### Nacionalização

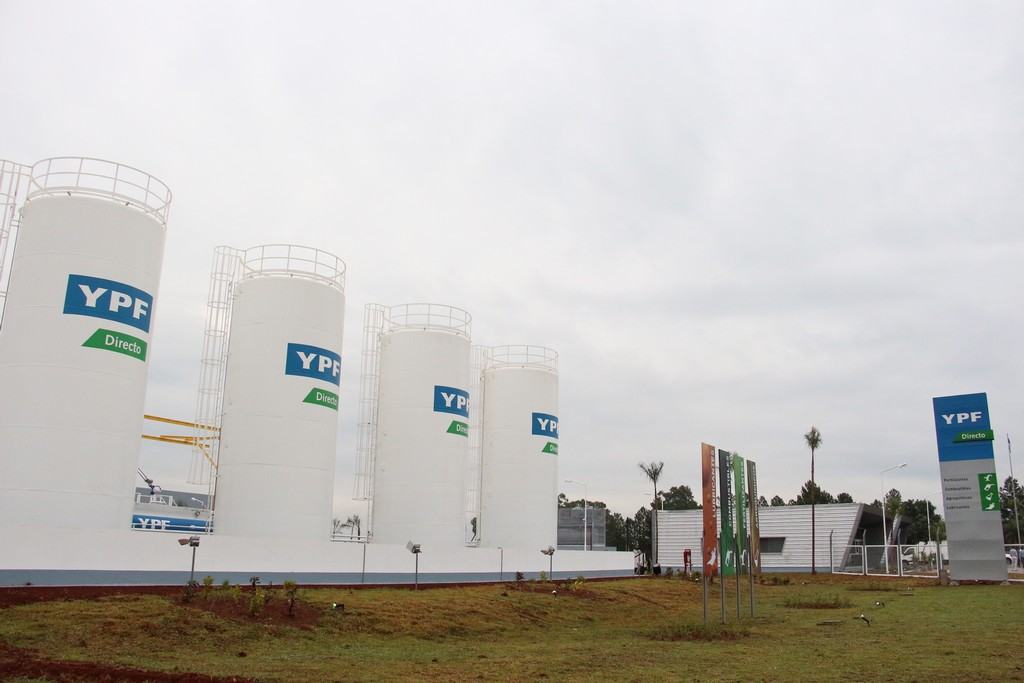
Estação de gás da YPF em Candelaria, província de Misiones, na Argentina.

A empresa foi alvo de críticas do governo pela falta de investimento e a baixa produção, que levaram a que em 2011, pela primeira vez desde a privatização da empresa na década de 1990, a Argentina ter que importar mais gás e petróleo do que produzia.
Em março de 2012, alguns governos provinciais expropriaram áreas com depósitos de petróleo que estavam sob concessão da Repsol YPF, devido à baixa produção da empresa e à falta de investimentos registrada por muitos anos. 
Em 16 de abril de 2012, foi anunciado o envio ao Congresso da Nação Argentina de um projeto de lei que declara "de utilidade pública e sujeito à expropriação" 51% do capital da YPF, momento em que se faria uma intervenção na empresa por um período de 30 dias. 
Em 25 de abril de 2012, o Senado argentino deu sanção parcial ao projeto de expropriação, aprovando-o por 63 votos a favor, 3 contra e 4 abstenções, e encaminhando-o à Câmara dos Deputados, que aprovou o projeto em 3 de maio de 2012 por 207 votos a favor, 32 contra e 6 abstenções.
Com maioria no congresso, a presidente Cristina Kirchner conseguiu aprovar a nacionalização de 51% da YPF.
Os governos do Brasil, Venezuela, Uruguai e Bolívia manifestaram seu apoio à decisão do governo argentino. O FMI considerou a nacionalização uma "decisão soberana da Argentina".

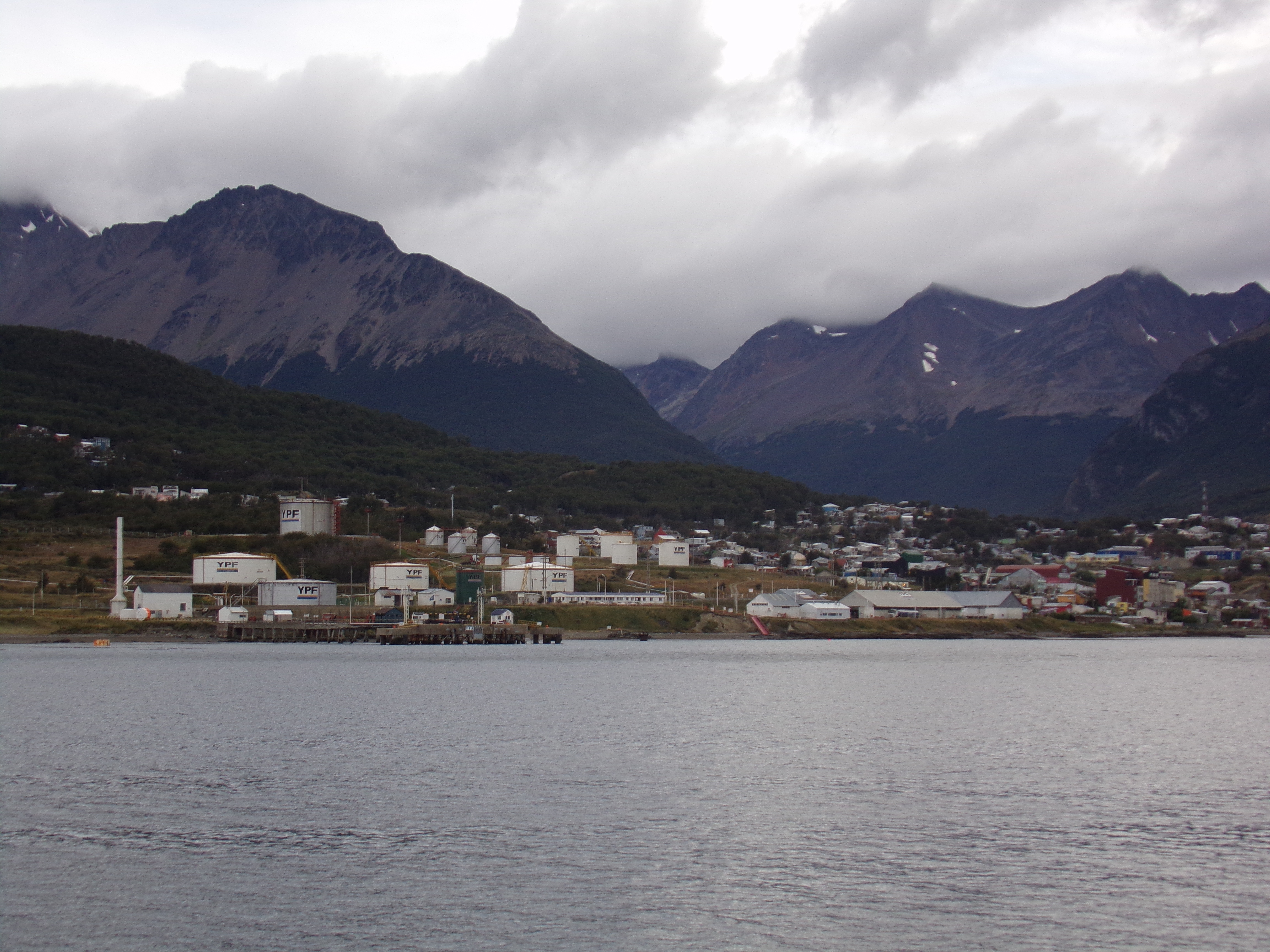
Instalações da YPF em Ushuaia, na Terra do Fogo.

Em 2013, a Repsol renunciou a qualquer tipo de reclamação, quando o Conselho de Administração da Repsol aprovou o acordo de compensação pela nacionalização de 51% das ações da YPF, pelo qual a Argentina garante o pagamento de 5 bilhões de dólares e a renúncia de reclamações futuras, conforme declarado pela Comissão Nacional do Mercado de Valores da Espanha. Em 27 de fevereiro de 2014, foi assinado o Acordo de Solução Amistosa e Expropriação entre a República Argentina e a empresa Repsol. Em 8 de maio de 2014, o acordo entrou em vigor.

## Estrutura
Suas operações estão localizadas principalmente nas bacias de Neuquina, Golfo San Jorge, Cuyana, Noroeste e Austral. 
A empresa possui três refinarias na Argentina: em La Plata (província de Buenos Aires), Luján de Cuyo (província de Mendoza) e Plaza Huincul (província de Neuquén), além de possuir 50% de participação na planta industrial da Refinor, na província de Salta.  Em relação à produção petroquímica, possui os complexos industriais de Ensenada (província de Buenos Aires) e Plaza Huincul em Neuquén. Possui também 50% de participação na empresa de fertilizantes nitrogenados Profertil, que iniciou a produção de ureia granulada e amônia no início de 2001, após a conclusão da construção de sua fábrica.
Em abril de 2017, a YPF anunciou a primeira instalação de duzentos postos de carregamento rápido para veículos elétricos, em 110 de seus postos de combustíveis. Assim, tornou-se a primeira do país a oferecer o serviço.
A YPF possui o maior número de postos de gasolina do país, com 59,2% e 56,0% de participação no mercado de vendas de diesel e gasolina, respectivamente, em 2023. É responsável por mais de 50% da capacidade total de refino da Argentina. A produção total da YPF em 2022 foi em média de 503.000 boed, sendo a maior produtora de petróleo e gás da Argentina.
Em 2022, cerca de 40% da produção da companhia veio da atividade não convencional (xisto), em especial dos campos de Vaca Muerta.
Em julho de 2023, foi inaugurado o gasoduto GNK para transportar fluidos do campo de petróleo e gás não convencional de Vaca Muerta até a província de Buenos Aires, por 573 km, ao custo de US$ 2,5 bilhões. Há um projeto de extensão do gasoduto até a província de Santa Fé, além de exportação de gás para Chile, Brasil e Uruguai.

A YPF atua no Brasil desde 1998, possuindo uma fábrica própria em Diadema (SP) desde de 2015, com capacidade produtiva de 47 mil toneladas anuais, desenvolvendo uma linha de óleos lubrificantes.

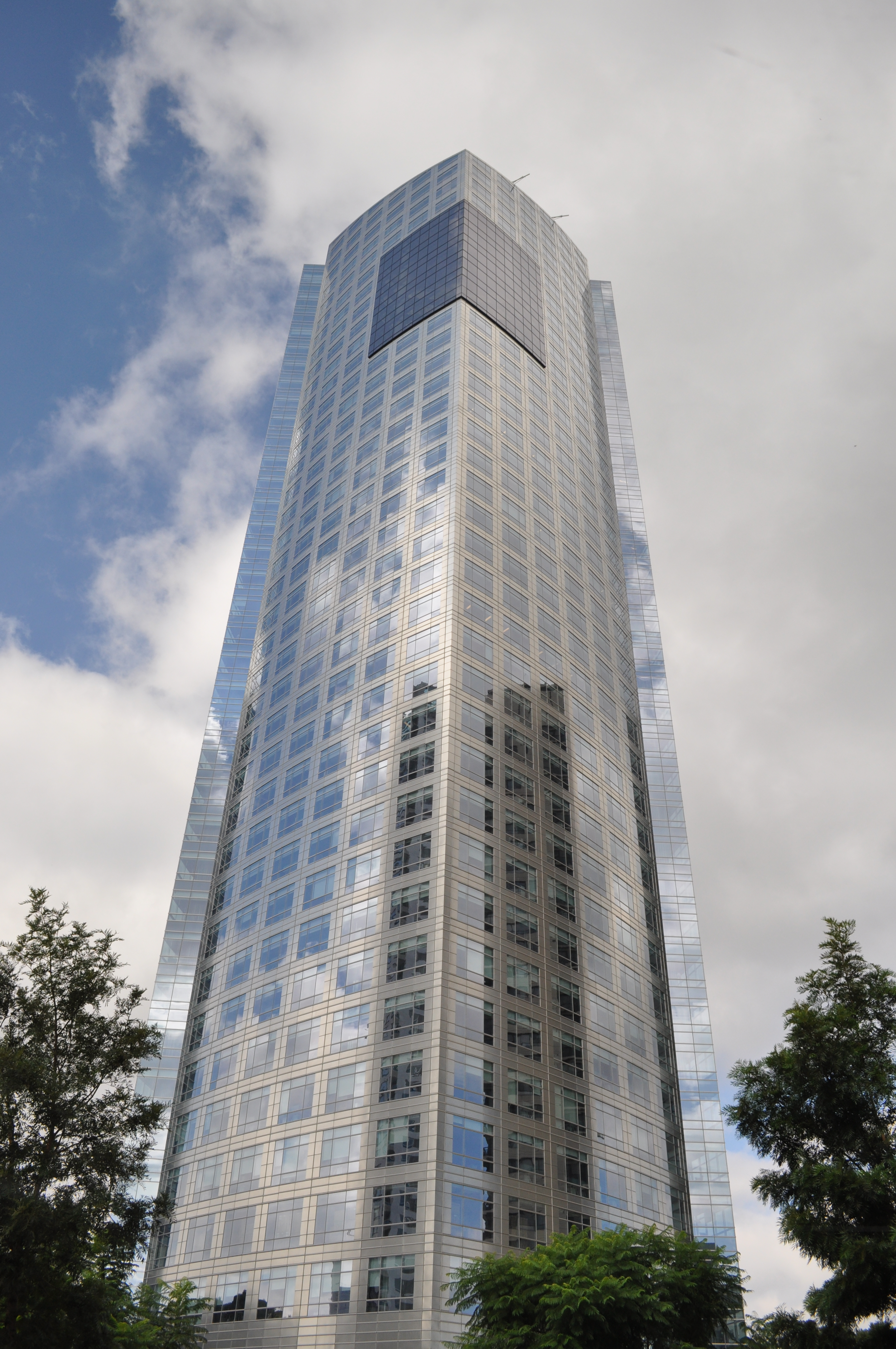
Torre YPF no bairro de Puerto Madero em Buenos Aires.

## Subsidiárias
Em 2012, foi anunciada a criação da Y-TEC (YPF Tecnología), empresa de tecnologia no setor de petróleo e gás, de propriedade da YPF (51%) e CONICET (49%) . A sede da empresa fica na cidade de Berisso, perto da refinaria da petroleira.
Em junho de 2018, o conselho de administração da YPF anunciou a criação da YPF Luz, que administra a geração de energia térmica em Tucumán, Neuquén e La Plata e energia eólica em Chubut e Santa Cruz.
Em junho de 2021, foi criada a empresa YPF Litio SA, dedicada à industrialização deste mineral para a fabricação de baterias para veículos elétricos.